# Бурачас, Антанас Ионович
Антанас Ионович Бурачас (род. 17 июня 1939, Каунас) — литовский экономист, общественный деятель.

## Биография
В 1962 году окончил Вильнюсский университет, в 1964—1967 учился в аспирантуре Института мировой экономики и международных отношений Академии наук СССР. В 1971 году защитил докторскую диссертацию.
Открыл закономерность структурной асимметрии потребительских расходов при падающих доходах. В 1967—1989 годах руководил группой моделирования личного потребления и сектором математического моделирования региональной экономики, Академия наук Литвы (с 1976 избран действительным членом). В 1973—1974 годах стажировался в Queen Mary College, Лондон; с 2000 года член Всемирного фонда инноваций (World Innovation Foundation).
В 1982—1990 годах — вице-президент Национального комитета по программе UNESCO «Человек и биосфера». В 1988 году избран в инициативную группу Литовского движения за независимость Саюдис (Sąjūdis). В 1989 году вместе с Викторасом Петкусом основал Литовскую ассоциацию по защите прав человека; от Литвы избран в Совет Союза Верховного Совета СССР. В 1991—1992 годах советник председателя Банка Литвы, один из основателей его научного центра. В 2000—2014 годах профессор монетарной политики, партнёр в международных программах ЕС, с 2015-20 г. профессор по интеллектуальным ресурсам, главный ред. международного научного журнала «Intellectual Economics».
Входил в Межрегиональную депутатскую группу, вместе с Лауристин уговорил Б. Ельцина поддерживать движения за независимость в Прибалтике.

## Научная деятельность
Область научных интересов — метаэкономика, методология многокритериальных оценок; многосекторное региональное прогнозирование; эффективность интеллектуальных ресурсов; экономическая семантика.

## Награды
- Медаль Независимости Литвы (1 июля 2000 года)[1].
- Памятный знак за личный вклад в развитие трансатлантических отношений Литвы и по случаю приглашения Литовской Республики в НАТО (12 февраля 2003 года, Литва)[2].
- Медаль по случаю двадцатой годовщины восстановления независимости Литвы (2 марта 2010 года, Литва)[3].